# Computación social
La informática social o computación social es un término general para definir un área de la informática que se ocupa de la interacción entre la conducta social y los sistemas informáticos. Se ha convertido en un concepto importante en el mundo de los negocios. El término se utiliza de dos maneras como se explica a continuación.

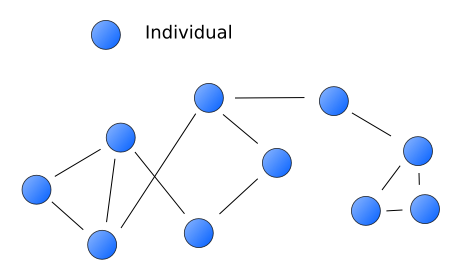
Ejemplo de red social.

En su sentido más amplio, la computación social se relaciona con el apoyo a cualquier tipo de conducta social en (o a través) de sistemas informáticos. Se basa en la creación o recreación de las convenciones sociales o los contextos sociales a través del uso del software y la tecnología. Así pues tanto blogs como el correo electrónico, la mensajería instantánea, las redes sociales, los wikis, los marcadores sociales y otras instancias de lo que normalmente se denomina software social, ilustran la idea de la informática social, pero también de otros tipos de aplicaciones donde la gente interactúa socialmente.
En el sentido más estricto, la informática social tiene que ver con distribuir "cálculos" que son llevados a cabo por grupos de personas, una idea que se ha popularizado en el libro de James Surowiecki, “The Wisdom of Crowds”. Ejemplos de la computación social en este sentido incluyen el filtrado colaborativo, subastas en línea, mercados de predicción, sistemas de reputación, elección social de cómputo, etiquetas, y juegos de verificación. La página de Procesamiento de Información Social se centra en este sentido de la informática social.
La informática social se ha hecho muy conocida por su relación con una serie de tendencias recientes. Estas incluyen la creciente popularidad de los programas sociales y la Web 2.0, el creciente interés académico en el análisis de redes sociales, el aumento de código abierto como un método viable de producción y una creciente convicción de que todo esto puede tener un profundo impacto en la vida cotidiana.